# Arborétum Mlyňany

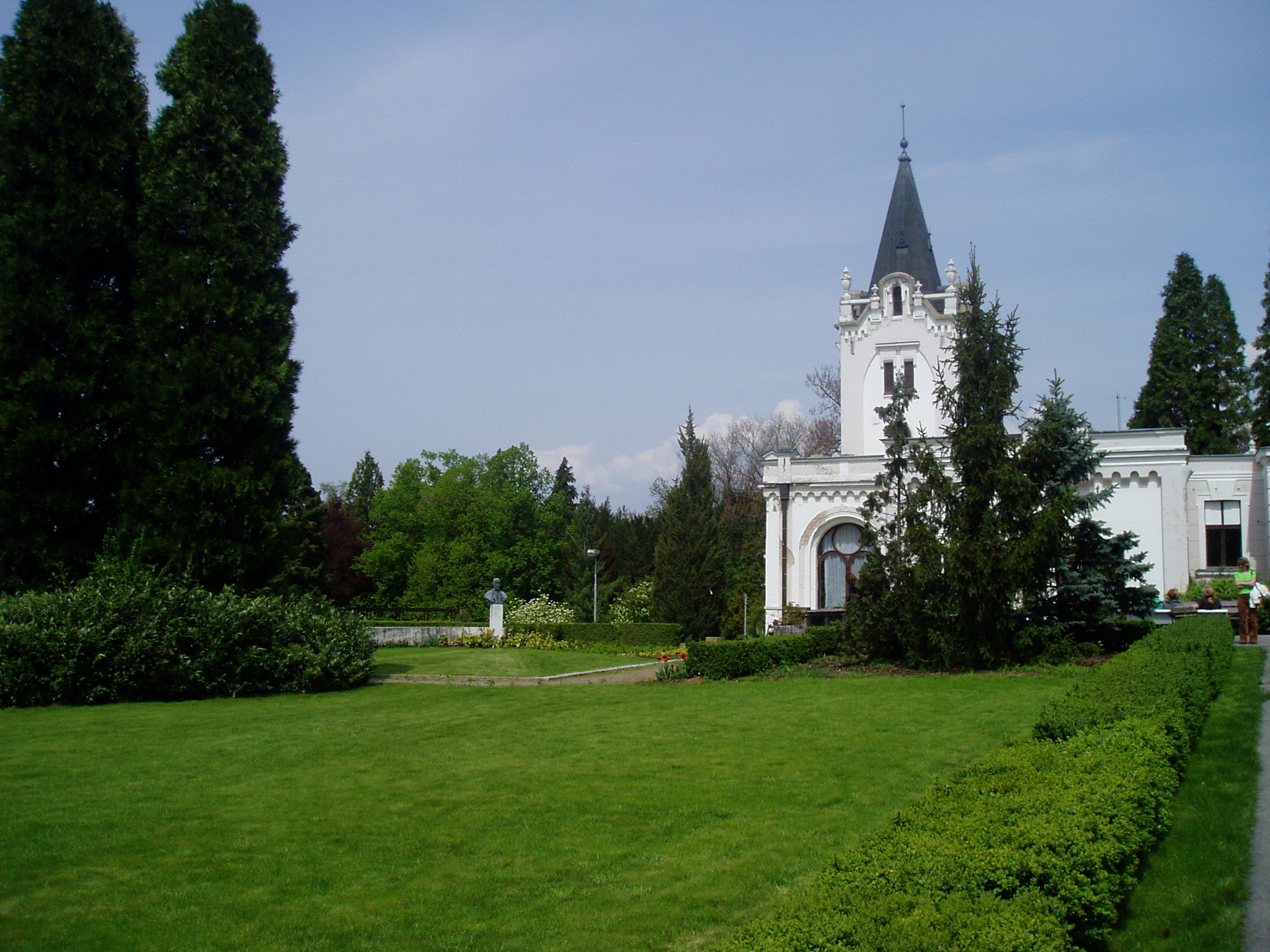
Castillo en el Arboretum Mlynany.

El Arborétum Mlyňany SAV es un arboreto de 67 hectáreas de extensión administrado por el Instituto de Dendrología de la Academia de Ciencias de Eslovaquia (SAV), que se encuentra en la ciudad de Slepcany, de la región de Nitra, en Eslovaquia. Es miembro del BGCI, y presenta trabajos para la Agenda Internacional para la Conservación en los Jardines Botánicos, su código de identificación internacional como institución botánica así como de su herbario es SLEPC.

## Localización
Arborétum Mlyňany SAV-Arboretum Mlynany, Institute of Dendrobiology of the Slovak Academy of Sciences, 951 52 Slepcany, Vieska nad Zitavou 178
Slepcany 95152 Slovenská republika-Eslovaquia48°21′20″N 18°21′55″O / 48.35556, -18.36528
- Área de Vegetación Natural dentro del Arboreto: 10 hectáreas
- Área Paisajista: 25 ha
- Área Total: 67 hectáreas
- Promedio Anual de Lluvias: 558 mm
- Altitud: 160 m s. n. m.

## Historia
Sus inicios se remontan al año de 1892. El fundador del arboreto Mlyňany fue Stefan Ambrozy-Migazzi nacido en Niza en 1869. Después de pasar por la escuela secundaria Terezianum en Viena estudió Derecho en la Universidad de Viena y Budapest. 
Amante de las plantas leñosas imperecederas desde su niñez, y gracias a sus frecuentes viajes al sur de Europa donde también apoyaron su afición. Eran una inspiración para la creación del arboreto. 
En 1892 se casó Antonia Migazzi y adquirió la propiedad de Mlyňany; también compró además una pequeña finca con un bosquete de robles entre Vieska y Žitavou.
En el diseño del parque participó Jozef Mišák procedente de una estirpe de jardineros en Hořice, Bohemia, que adquirió experiencia profesional durante sus viajes al exterior.
Plantaron gradualmente las plantas leñosas importadas de firmas viveristas extranjeras en Alemania, Francia e Inglaterra, en unas 40 hectáreas del bosque de robles. Su principal objetivo era concentrar tantas plantas leñosas exóticas como fuera posible y probar su viabilidad en las crudas condiciones imperantes en la zona.
En 1894 finalizó la construcción de la casa de la finca bajo supervisión del constructor Guttmann. La torre característica fue terminada en 1905. Las primeras plantaciones fueron observadas cerca de la casa del señorío en 1894. En sus esquinas fueron plantados cedros de Virginia (Juniperus virginiana), y el acebo (Ilex aquifolium) en la parte posterior del edificio. Además se plantaron Laurocerasus officinalis, Erica carnea, Pachysandra terminalis, Indigofera gerardian
Ambrozy dejó el arboreto en 1914; confió su cuidado a J. Mišák y trasladó su residencia a su propiedad en Tana, Hungría. Creó un nuevo arboreto en Jela donde utilizó sus experiencias adquiridas como horticultor. Sin embargo, una enfermedad insidiosa y otras circunstancias le inhabilitaron dejando inacabado el trabajo que había comenzado. Murió en 1933. 
J. Mišák continuó el arreglo hortícola en el parque también sin los medios financieros del dueño. Tuvo éxito para recoger cerca de 300 taxones de plantas leñosas imperecederas en el arboreto en 1925. A pesar de su edad avanzada y su estado de salud débil, continuó iniciando a su seguidor en los secretos del parque. J. Mišák murió en diciembre de 1939, reconocido mundialmente el ser cofundador del arboreto. 
Después de 1931 el horticultor Jozef Richtár asumió gradualmente el control y el cuidado del parque. Era un discípulo fiel y dedicado de J. Mišák, esforzándose en conseguir la gerencia del estado para el arboreto. Después de la Segunda Guerra Mundial el parque fue nacionalizado y vino bajo la gerencia de la Comisión para la educación y la edificación. En 1950 murió este dedicado horticultor sin ver la culminación de sus planes. 
El arboreto fue declarado reserva de naturaleza y llegó a ser un instituto científico independiente de la facultad de ciencias naturales de la Universidad Commenius. 
La Academia de Ciencias eslovaca lo tomó bajo su jurisdicción y lo administra hasta el presente. 
El experimentado horticultor Daniel Kovalovský comenzó a rescatar, reconstruir y realzar el parque. No era una tarea fácil porque las especies básicas del árbol creció vieja y estaban debilitadas. Llevó con éxito esta misión y contribuyó activamente a la introducción de muchas plantas leñosas exóticas. 

## Colecciones
Este arboreto alberga más de 2000 taxones cultivados.
Sus colecciones de plantas se exhiben en :
Plantas leñosas de Asia, América y Europa, tal como Albizia julibrissin, Alangium platanifolium, Clerodendrum trichotomum, Dipteronia sinensis, Magnolia grandiflora, Osmanthus x fortunei, Sequoia sempervirens etc. en unas condiciones ambientales caracterizadas por inviernos fríos, 
Plantas leñosas de las regiones eslovacas en la que predomina el autóctono Quercus cerris.

## Actividades
Entre las actividades que aquí se desarrollan se encuentran: 
- Investigación en Biotecnología
- Exploración
- Horticultura
- Estudio de la Biología de especies invasivas y su control
- Banco de germoplasma de semillas y esporas.

## Galería de fotos

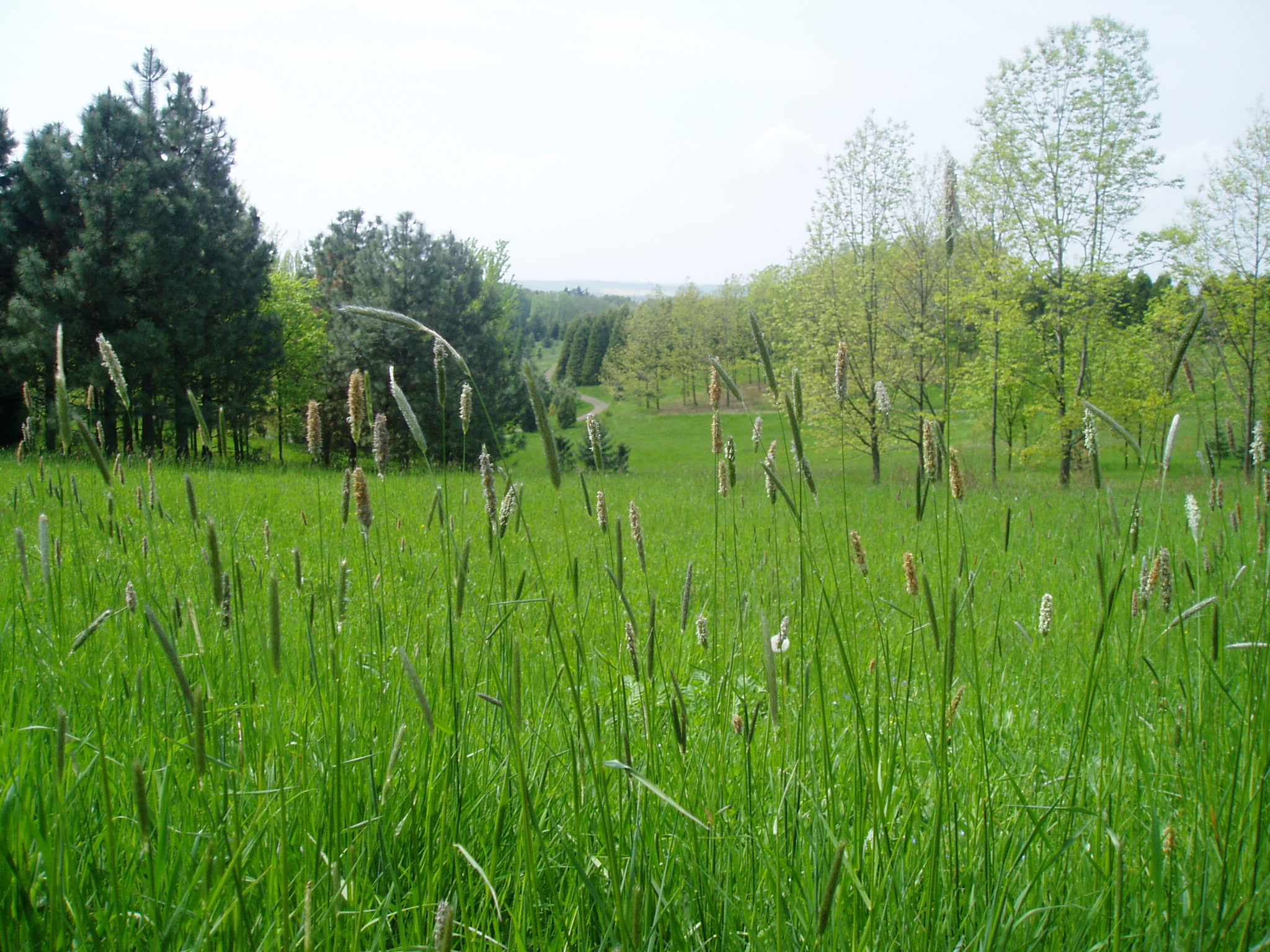
Vista general del Arboreto Mlynany
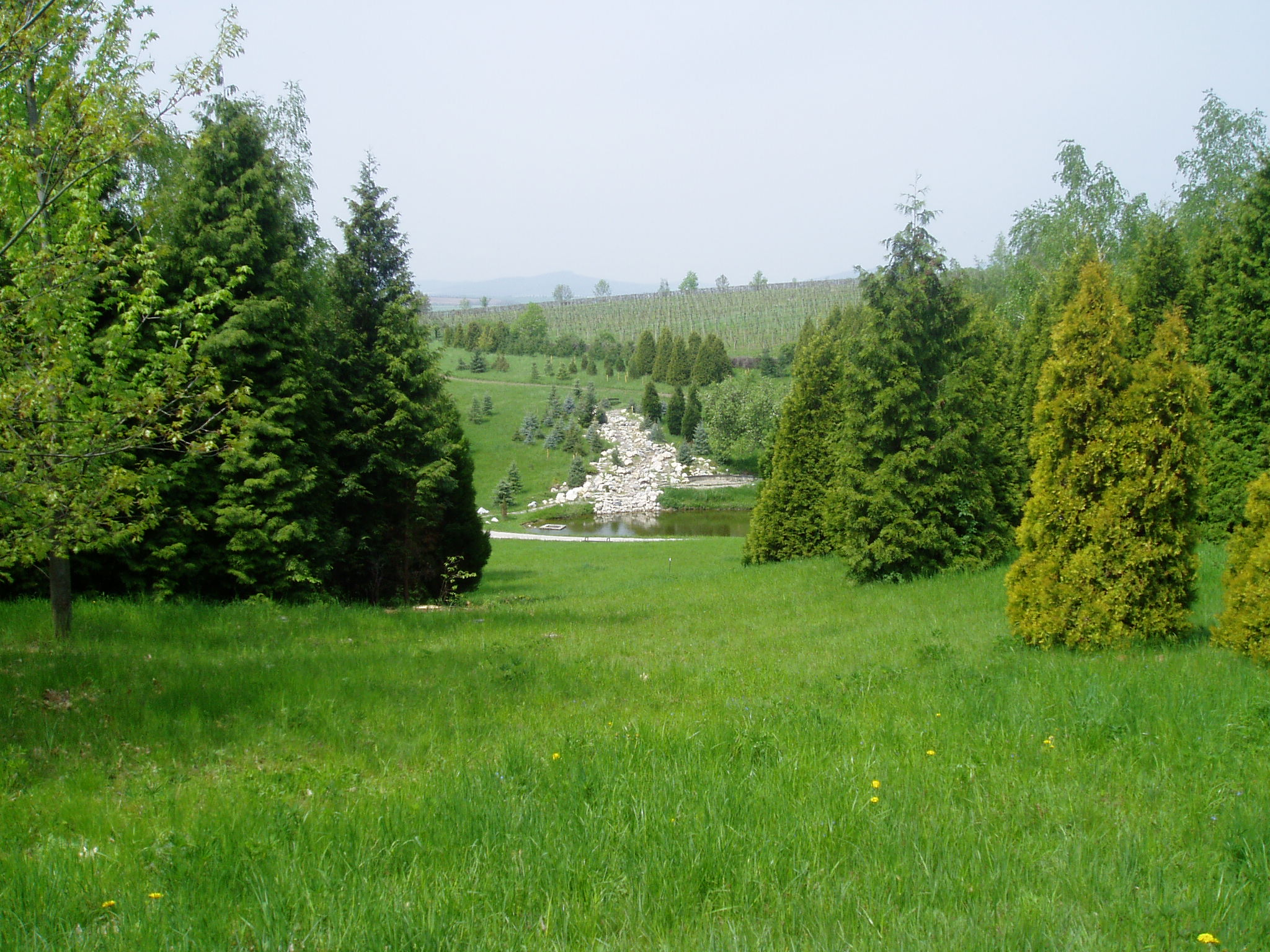
Vista del Arboreto Mlynany
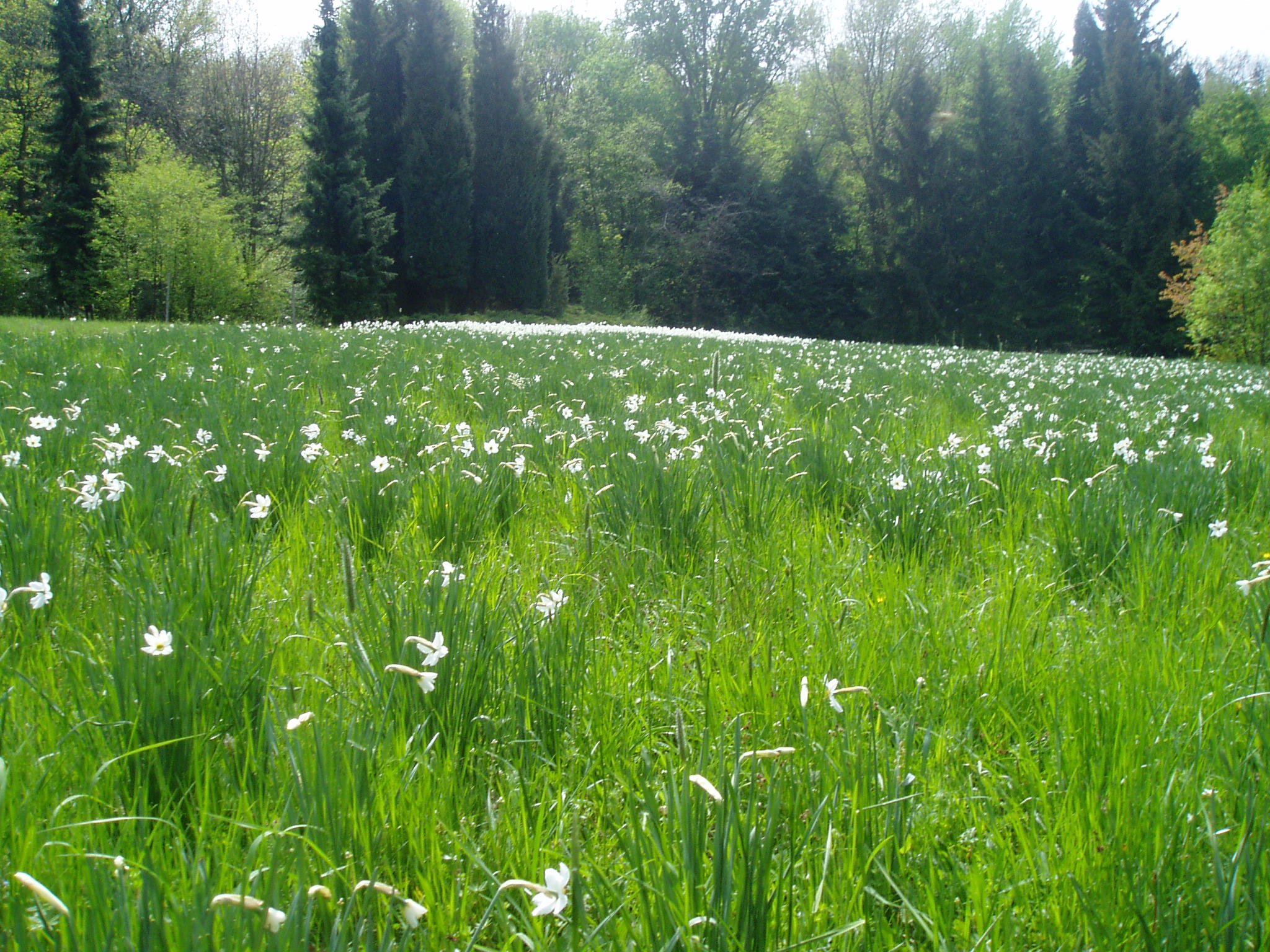
Prado de narcisos
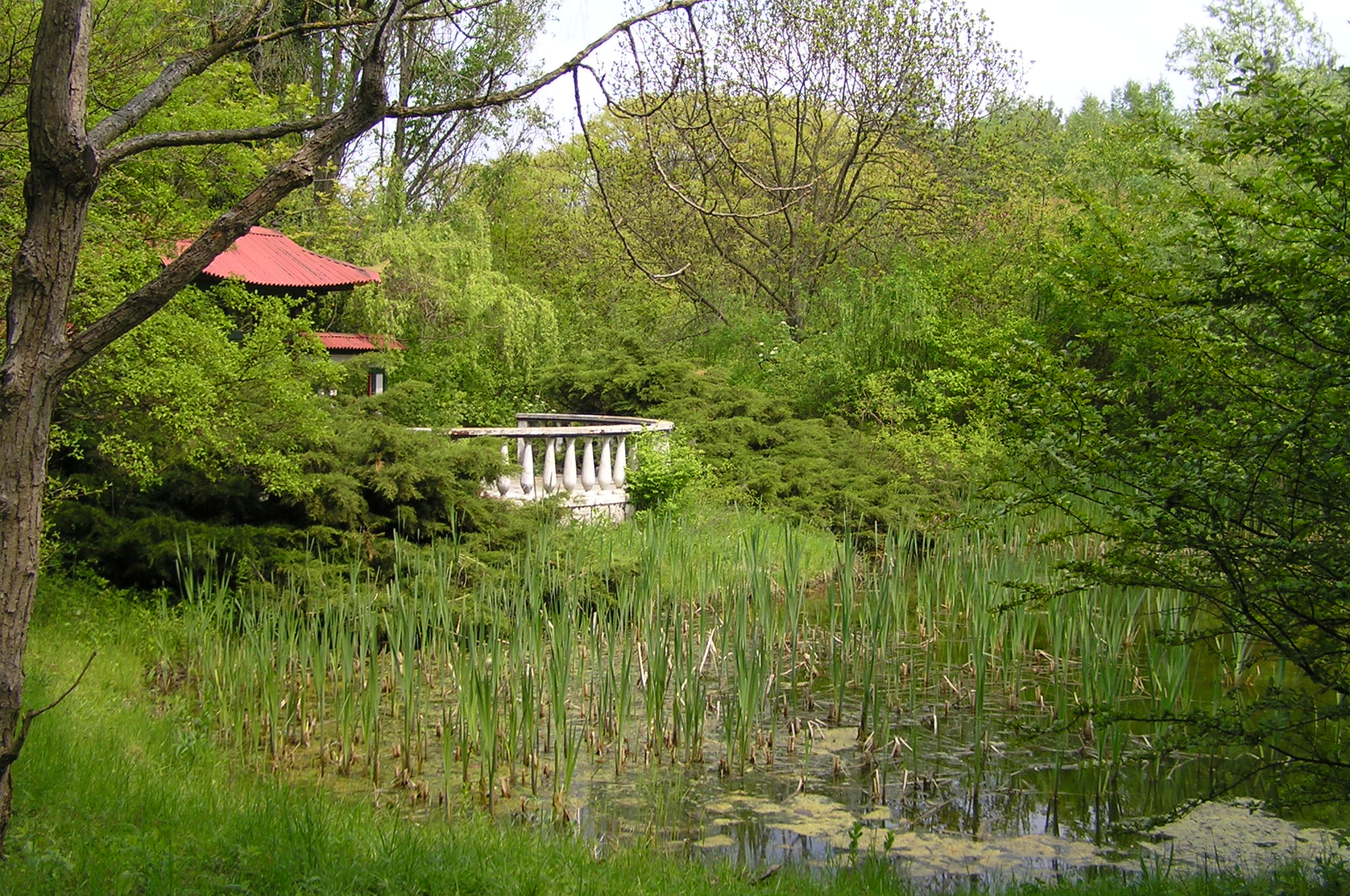
Pagoda y laguna del Arboreto Mlynany